# 하남도 (당)
하남도(河南道)는 당나라 시기에 설치된 중국의 옛 행정 구역으로 지금의 허난성과 산둥성, 그리고 회하 이북 안후이성, 장쑤성 등 황하 이남 회하 이북의 광활한 지역을 관할했다. 

## 연혁
627년(당 태종 정관 원년)에 정식으로 설치되었다.  733년(당 현종 개원 21년) 관할지역중 허난성에 속한지역이 도기도로 분리되면서 관할면적이 줄었고 절도사가 각지에 파견되면서 유명무실해졌다. 

## 행정구역
여기서 굵은 글씨 처리가 된 것은 훗날 도기도로 분리된 지역이다. 
하남부(河南府)·맹주(孟州)·정주(鄭州)·섬주(陝州)·괵주(虢州)·여주(汝州)·허주(許州)·변주(汴州)·채주(蔡州)·활주(滑州)·진주(陳州)·박주(亳州)·영주(潁州)·송주(宋州)·조주(曺州)·복주(濮州)·운주(鄆州)·사주(泗州)·해주(海州)·연주(兗州)·서주(徐州)·숙주(宿州)·기주(沂州)·밀주(密州)·제주(齊州)·청주(靑州)·치주(淄州)·체주(棣州)·래주(萊州)·등주(登州)